# Schweitzer–Weisz-ház (Miskolc)
A Schweitzer–Weisz-ház Miskolcon, a Széchenyi utca 84. szám alatt áll. A 19. század végén épült fel a kereskedő Schweitzer-testvérek megbízásából.

## Története
A hosszú, keskeny telek északi végén, a főutcára néző egyemeletes házat a 19. század végén, talán az 1880-as években építtették a varrógép-kereskedéssel foglalkozó Schweitzer-testvérek. A fivérek az Első Magyar Varrógépgyár Rt. egyedüli képviselői voltak Miskolcon, de amerikai, német és angol alkatrészeket is árultak. A földszinti üzletben a Miskolczi Árucsarnok árulta portékáit. Az első világháború után Weisz József bőrkereskedő nyitott bőrárut forgalmazó üzletet, egyúttal az egész épület tulajdonosa is ő volt. Később a fiával, Weisz László szállítási vállalkozóval közösen, fele-fele arányban tulajdonolta az épületet. A fiának egyébiránt volt egy másik lakóingatlana is, a közeli Lichtenstein József (ma Ady Endre) utca 22. szám alatt. A Weisz-házon az 1950-es évekig különösebb átalakítást nem végeztek, legalábbis nem maradtak fenn róla dokumentumok, az ezt követő időszakban azonban egy külső átalakítás során az épület stukkódíszeit megszüntették. A földszinti üzlethelyiségben az 1950-es években bőráruüzlet, majd ezt követően sokáig kötött- és divatáruüzlet működött.
A telek déli, Szinva felé eső végén 1914-től működött egy mozgóképszínház, az Uránia. 1924-ben a mozit működtető özv. Martin Ivánné egy új, korszerű filmszínház felépítéséhez kérte a városi hatóság beleegyezését. A tervek szerint a bejárat a Széchenyi utcáról nyílt, míg a közönség a Szinván építendő új hídon távozott volna. A város építési szakbizottsága és a mérnöki hivatal támogatta az építkezés megvalósítását, a városi tanács azonban – elsősorban biztonsági okokra hivatkozva – nem adta meg az engedélyt. Az Uránia mozi 1925–26-ban mégis megépült, új helyen, a Rákóczi utca 5. alatt, ez lett a későbbi Béke mozi, majd – jelentős átalakítással – a Művészetek háza.

## Leírása
Az épület egyemeletes, tetőzete az utcával párhuzamos nyeregtető. Főutcai homlokzata egyszerű, nyugodt megjelenésű, emeleti homlokzatán négy ablakkal, a földszint bal oldalán köríves kapubejáróval, mellette felújított üzletportállal. Korabeli fényképfelvételek alapján a homlokzat szép stukkó- és vakolatdíszekkel rendelkezett (szemöldökpárkányok, lizénák stb.). Az egyenlő osztású ablakok keretelése egyszerű, a földszinti és az emeleti részt keskeny kiülésű sáv választja el egymástól. A tető előtt koronázópárkány húzódik az épület teljes szélességében, a kör alakú, stukkókeretelésű nyílások korábban áttörtek voltak. A párkány alatt fogazott stukkódíszek helyezkednek el. Az épület udvari része hosszanti szárával dél felé nyúlóan L alakú, benne keskeny, kicsiny, keskeny udvarral. Az udvarról nyíló lépcsőházban és függőfolyosón megmaradtak az eredeti öntött- és kovácsoltvas korlátok. Az épület üzlethelyiségében a 2010-es években férfidivatáru-üzlet működik.

## Képek

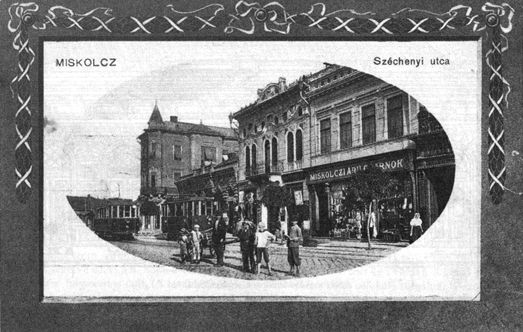
Az épület 1900 körül
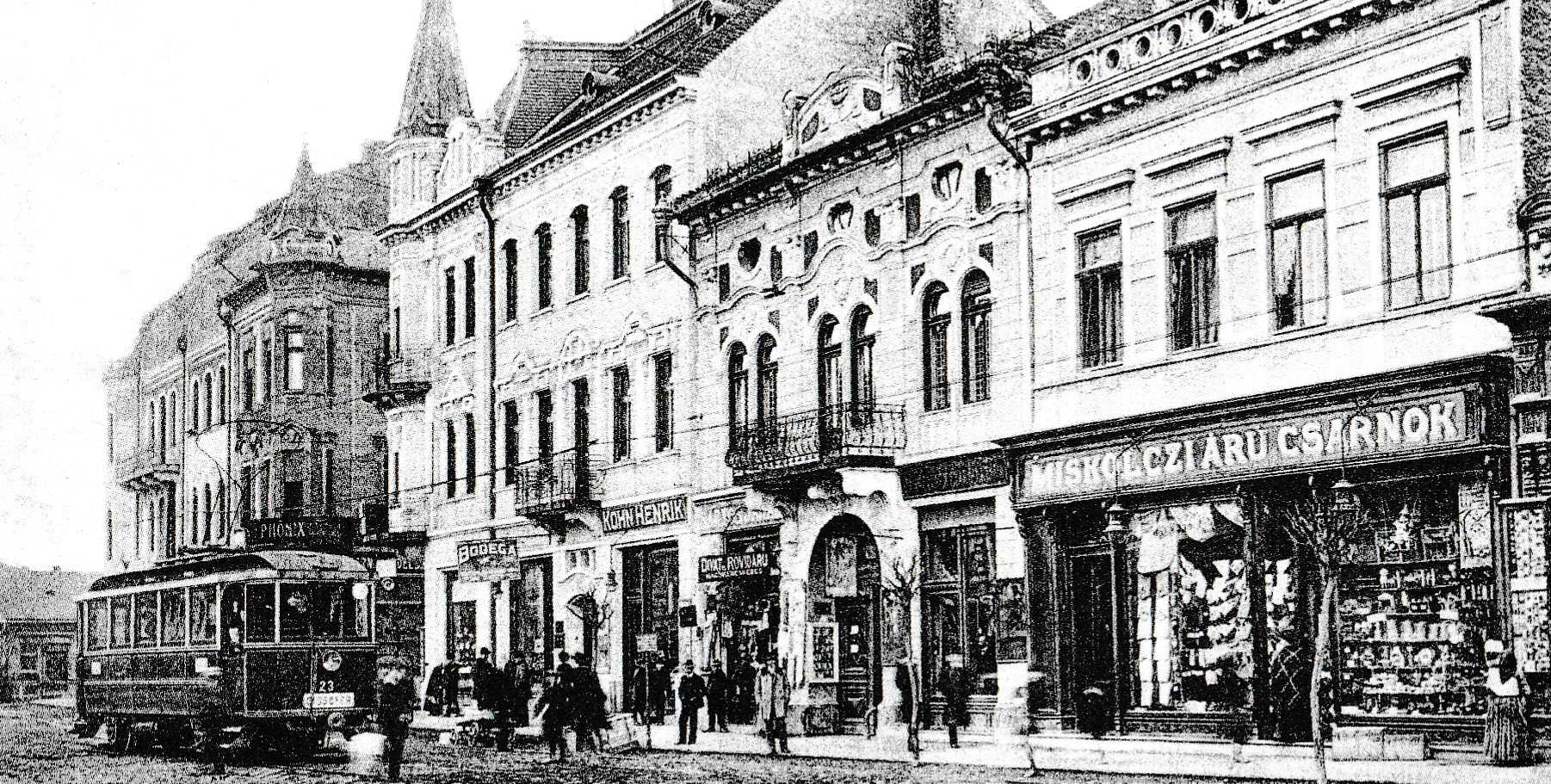
1910 körüli fénykép
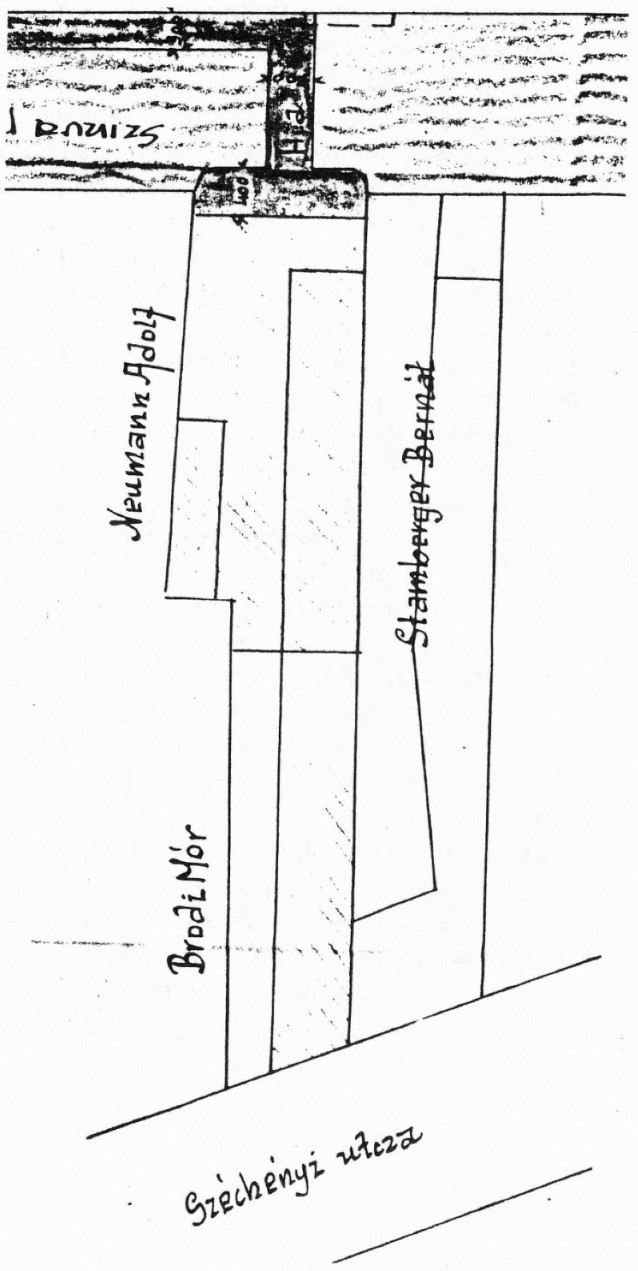
Az 1924-ben tervezett mozi, illetve a Szinva-híd vázlatos rajza